# Calatorao
Calatorao (aragónul Calatorau) település Spanyolországban,  Zaragoza tartományban. Calatorao Ricla, Épila, Salillas de Jalón, Lucena de Jalón, Alfamén és La Almunia de Doña Godina községekkel határos. Lakosainak száma 2906 fő (2024).

## Népesség
A település népessége az utóbbi években az alábbiak szerint változott:
| Lakosok száma | 2810 | 3013 | 2972 | 3072 | 3015 | 2895 | 2845 | 2881 | 2882 | 2906 |
|               | 2001 | 2004 | 2007 | 2009 | 2012 | 2014 | 2017 | 2019 | 2022 | 2024 |